# A Hero Never Dies
A Hero Never Dies (titre original : Chan sam ying hung) (en chinois: 真心英雄) est un film hongkongais réalisé par Johnnie To, sorti en 1998.

## Synopsis
Jack et Martin sont hommes de main dans deux clans opposés. Après une confrontation où ils se sont entretués, ils sont abandonnés par leurs clans respectifs.

## Fiche technique
- Titre : A Hero Never Dies
- Titre original : Chan sam ying hung
- Réalisation : Johnnie To
- Scénario : Yau Nai-hoi et Szeto Kam-yuen
- Musique : Raymond Wong
- Photographie : Cheng Siu-keung
- Société de production : Milkyway Image
- Pays d'origine : Hong Kong
- Format : Couleurs - 2,35:1 - Dolby Digital - 35 mm
- Genre : film dramatique, Film d'action
- Durée : 86 minutes
- Date de sortie : 1998

## Distribution
- Leon Lai : Jack
- Lau Ching-wan : Martin
- Fiona Leung : Fiona, petite amie de Martin
- Mung YoYo : Yoyo, petite amie de Jack
- Henry Fong
- Yen Shi-kwan
- Keiji Sato
- Michael Lam
- Yuen Bun
- Ping Cheung
- Lam Suet
- Chiu Chi-shing
- Law Ching-ting

## Sortie vidéo
- A Hero Never Dies combo DVD/Blu-ray. Spectrum Films 31 juillet 2020.